# بخش دشت‌سر
kotaloo
بخش دشت‌سر یکی از بخش‌های شهرستان آمل در استان مازندران ایران است.

## جمعیت
براساس سرشماری سال ۱۳۹۰جمعیت آن ۳۷۰۳۲ نفر (۱۰۸۲۵ خانوار) بوده‌است.

## تقسیمات کشوری
این بخش از دو دهستان تشکیل شده است:
- دهستان دشت‌سر غربی
- دهستان دشت‌سر شرقی
- شهر: اجبارکلا[۵][۶]

## جاذبه‌های گردشگری، تاریخی و علمی
- جنگل بلیران
- پل روستای فیروزکلا
- تکیه روستای فیروزکلا
- خانه حاج مهدی سلطان
- تکیه سقا نفار هندوکلا
- امامزاده عباس کمدره
- مزرس
- دانشگاه آزاد آیت الله آملی
- مؤسسه تحقیقات برنج کشور
- رودخانه گرم رود بلیران
- چشمه خوني نظام آباد

## روستاها
| محمودآباد نور فریدون کنار بابل تهران دابو دشت سر مرکزی امامزاده عبدالله لاریجان آمل |

دشت‌سر غربی:
- بوران
- پاشاکلا
- بلیران
- زوارک
- سالارمحله
- شهنه‌کلا
- فیروزکلا سفلی
- فیروزکلاعلیا
- فیروزکلا وسطی
- کمدره
- ترک کلا
- معلم‌کلا
- هندوکلا
- شادمحل
- محمدآباد

دشت‌سر شرقی:
- مزرس
- آهنگرکلا
- باغبانکلا
- خرمن‌کلا
- داودکلا
- نوآباد
- رستم دار محله
- عرب‌خیل
- قلعه‌کش
- اله کاج
- مهدی‌خیل
- میله
- نظام‌آباد
- وسطی کلا
- تمسک
- تیرکلا
- چنگ‌میان
- سرخ‌کلا
- گلمزار
- نوده
- قلیان‌کلا